# Império Alemão (1848–1849)
```
   |-
       |
Erro:
:  
valor não especificado para "
nome_comum
"

   |-
       | 
Erro:
:  
valor não especificado para "
continente
"
```

O Império Alemão (em alemão:  Deutsches Reich) foi um proto-estado que tentou, mas acabou falhando, em unificar os estados alemães dentro da Confederação Alemã para criar um estado-nação alemão. Foi criado na primavera de 1848 durante as revoluções alemãs pela Assembleia Nacional de Frankfurt. O parlamento elegeu o arquiduque João da Áustria como seu chefe de estado provisório com o título de "Regente Imperial". Em 28 de março de 1849, a sua constituição foi implementada e o parlamento elegeu o rei da Prússia, Frederico Guilherme IV, para ser o monarca constitucional do império com o título de "Imperador dos Alemães". No entanto, ele recusou a posição. O império chegou ao fim em dezembro de 1849, quando o Governo Central Alemão foi substituído por uma Comissão Central Federal.
A Assembleia Nacional Alemã (Parlamento de Frankfurt) considerava-se como o parlamento de um novo império e promulgou leis imperiais. Instalou um governo provisório e criou a primeira frota de toda a Alemanha. Em maio de 1849, grandes estados alemães, como a Áustria e a Prússia, forçaram os membros do parlamento a renunciarem. O governo provisório durou até dezembro daquele ano. No verão de 1851, o Bundestag da Confederação Alemã reinstalado declarou a legislação imperial nula. No entanto, o Bundestag alemão e os estados nunca consideraram o governo provisório ilegal e, durante a sua existência, o império foi oficialmente reconhecido por vários países estrangeiros, como os Países Baixos, a Suíça e os EUA. 
O legado do império persiste até hoje; bem como o período em que ocorreram as primeiras eleições totalmente alemãs em 1848, a criação de uma constituição alemã em 1849, a moderna Marinha Alemã celebra o dia 14 de Junho como o seu aniversário devido à decisão de 1848 de criar uma frota alemã unificada. A bandeira adotada por lei pelo império em novembro de 1848 é hoje a bandeira da Alemanha moderna (preto-vermelho-ouro).

## História
O Estado foi criado pelo Parlamento de Frankfurt na primavera de 1848, após a Revolução de Março. O império terminou em dezembro de 1849, quando o Governo Central Alemão foi substituído por uma Comissão Central Federal.
O Império lutou para ser reconhecido tanto pelos estados alemães quanto pelos estrangeiros. Os estados alemães, representados pela Convenção Federal da Confederação Alemã, em 12 de julho de 1848, reconheceram o Governo Central Alemão. Nos meses seguintes, porém, os maiores estados alemães nem sempre aceitaram os decretos e leis do Governo Central Alemão e do Parlamento de Frankfurt.

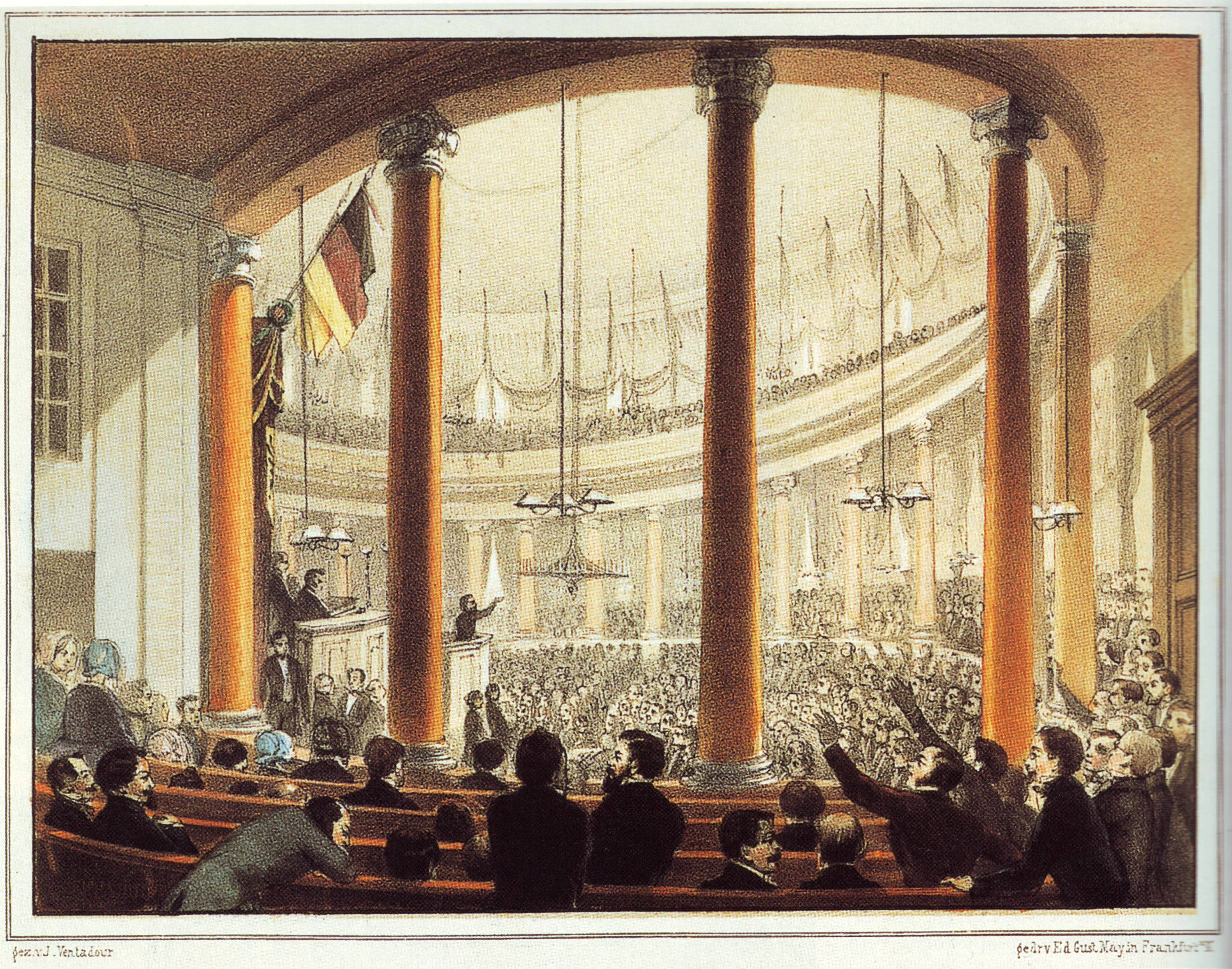
Assembleia Nacional Alemã na Igreja de São Paulo, Frankfurt

O Zentralgewaltgesetz foi a base do governo central alemão.

Vários estados estrangeiros reconheceram o Governo Central e enviaram embaixadores: os Estados Unidos, a  Suécia, os Países Baixos, a Bélgica, a Suíça, a Sardenha, as Duas Sicílias, e a Grécia.  A Segunda República Francesa e o Reino Unido da Grã-Bretanha e Irlanda instalaram enviados oficiais para manter contacto com o Governo Central.
A primeira ordem constitucional do Império Alemão foi a Lei Imperial relativa à introdução de um Poder Central provisório para a Alemanha, em 28 de junho de 1848. Com a ordem, o Parlamento de Frankfurt estabeleceu os cargos de Reichsverweser (Regente Imperial, um monarca provisório) e de ministros imperiais. Uma segunda ordem constitucional, a Constituição de Frankfurt, em 28 de março de 1849, foi aceita por 28 estados alemães, mas não pelos maiores. A Prússia, juntamente com outros estados alemães, forçou a dissolução do Parlamento de Frankfurt.
Várias das realizações deste Império Alemão sobreviveram a ele: a Constituição de Frankfurt foi usada como modelo em outros estados nas décadas seguintes e a lei eleitoral foi usada quase literalmente em 1867 para a eleição do Reichstag da Confederação da Alemanha do Norte. A Reichsflotte (Frota Imperial) criada pelo Parlamento de Frankfurt durou até 1852. A lei imperial emitindo um decreto relativo a letras de câmbio (Allgemeine Deutsche Wechselordnungen, Letras de câmbio gerais alemãs) foi considerada aplicável a quase toda a Alemanha.

## Continuidade e status

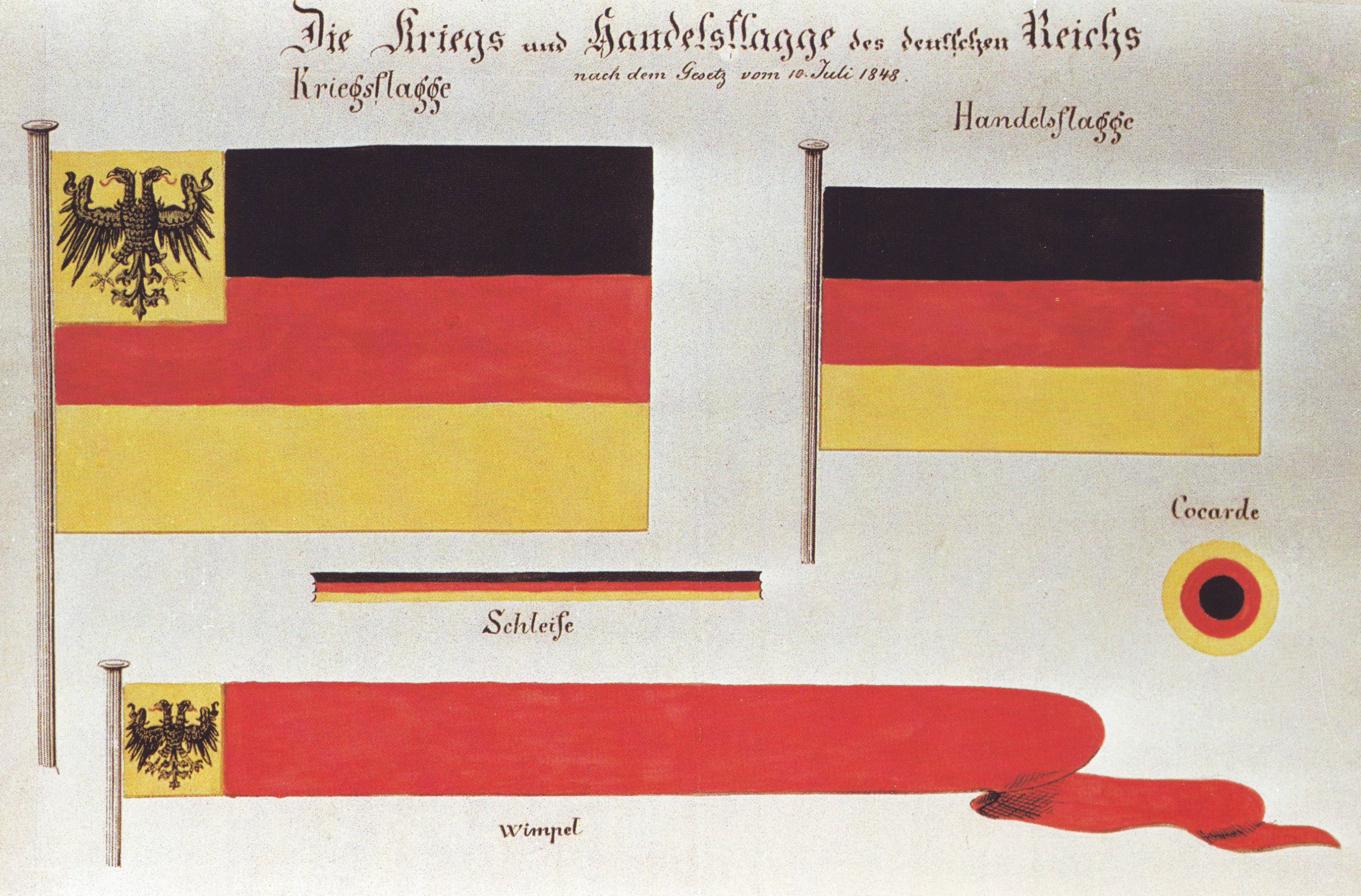
Bandeira imperial de guerra e comércio, de acordo com a lei de 12 de novembro de 1848

Contemporâneos e estudiosos tinham opiniões diferentes sobre a condição de Estado do Império Alemão de 1848/1849:
- Um grupo seguiu um ponto de vista positivista: a lei era lei estatutária. Uma constituição para a Alemanha teve de ser acordada com os governos de todos os estados alemães. Esta era a opinião dos monarquistas e dos estados alemães.
- O outro grupo valorizava mais a lei natural e o princípio da soberania do povo; só a Assembleia Nacional tinha o poder de estabelecer uma constituição. Esta foi a opinião da maioria do Parlamento de Frankfurt, mas especialmente da esquerda republicana. [6]

Na realidade, a distinção era menos clara. A maioria do Parlamento de Frankfurt, baseado nos grupos liberais, queria estabelecer um sistema dualista com um monarca soberano cujos poderes seriam limitados por uma constituição e um parlamento. 
Uma Confederação Alemã foi criada em 1815. Esta organização do tratado para a defesa dos territórios alemães carecia, na visão do movimento nacional, de um governo e de um parlamento. Mas foi geralmente reconhecido pelas potências alemãs e estrangeiras – para estabelecer um Estado nacional, era mais fácil apresentá-lo como a continuação da Confederação. Este foi, na verdade, o caminho que a Assembleia Nacional tomou, embora originalmente se considerasse um órgão revolucionário. 

Arquiduque João da Áustria, o Regente Imperial e tio do Imperador Austríaco

A continuidade entre a antiga Confederação e os novos órgãos baseou-se em duas decisões da Convenção Federal da Confederação:
- A Convenção Federal (representando os governos dos estados alemães) convocou eleições para o Parlamento de Frankfurt em abril/maio de 1848.
- Os estados alemães reconheceram imediatamente o arquiduque John, o chefe de estado provisório eleito pelo Parlamento de Frankfurt. Em 12 de julho de 1848, a Convenção Federal encerrou suas atividades em favor do Regente Imperial, Arquiduque João. Este foi um reconhecimento implícito da Lei relativa ao Poder Central de 28 de Junho. [8]

É claro que os estados alemães e a Convenção Federal tomaram essas decisões sob pressão da revolução. Queriam evitar uma rutura com o Parlamento de Frankfurt. (Já em agosto essa pressão vacilou, e os estados maiores começaram a recuperar o poder.) Segundo o historiador Ernst Rudolf Huber, foi possível determinar uma continuidade ou mesmo identidade jurídica da Confederação e do novo Estado Federal. A antiga instituição foi reforçada com uma ordem constitucional (provisória) e o nome Confederação Alemã foi alterado para Império Alemão.  Ulrich Huber observa que nenhum dos estados alemães declarou o regente imperial João e seu governo usurpatório ou ilegal. 

## Poder do Estado, território e pessoas

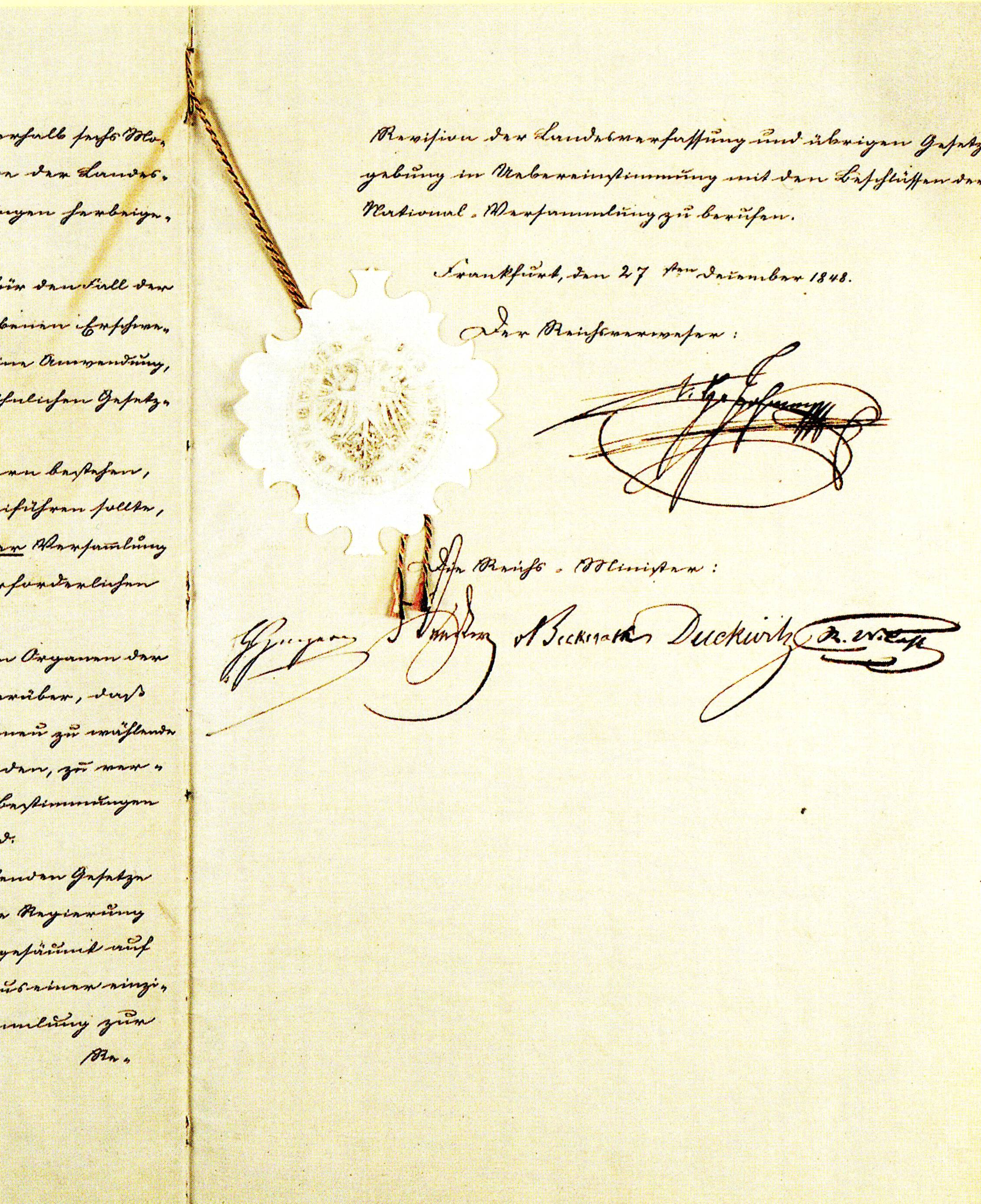
Lei introdutória dos Direitos Básicos, 27 de dezembro de 1848, com a assinatura do Regente Imperial

A Assembleia de Frankfurt via-se como a legislatura nacional alemã, conforme explicitado na "Lei Imperial relativa à declaração das leis imperiais e aos decretos do Poder Central provisório", de 27 de setembro de 1848.  Publicou leis anteriormente, como a lei de 14 de junho que criou a Frota Imperial. Talvez a lei mais notável tenha declarado os altamente aclamados Direitos Básicos do Povo Alemão, 27 de dezembro de 1848. 
O Poder Central ou Governo Central consistia no Regente Imperial, Arquiduque João, e nos ministros que ele nomeou. Geralmente nomeava os políticos que contavam com o apoio do Parlamento de Frankfurt, pelo menos até maio de 1849. Um dos ministros, o general prussiano Eduard von Peucker, foi encarregado das tropas federais e fortificações federais da Confederação Alemã. O Governo Central não tinha muito o que governar, pois a administração permanecia nas mãos dos estados individuais. Mas em Fevereiro de 1849, 105 pessoas trabalhavam para o Governo Central (em comparação com as 10 da Convenção Federal). 
O Parlamento de Frankfurt assumiu em geral que o território da Confederação Alemã era também o território do novo estado. Alguém era alemão se fosse súbito de um dos estados alemães dentro do Império Alemão (§ 131, Constituição de Frankfurt). Além disso, discutiu o futuro de outros territórios onde viviam alemães. Os membros do parlamento referiam-se por vezes à língua alemã falada num território, por vezes a direitos históricos, por vezes a considerações militares (por exemplo, um dos argumentos apresentados contra a aprovação de um Estado polaco independente era que seria demasiado fraco para servir como Estado-tampão contra a Rússia). Um dos territórios mais disputados foi Schleswig. 